# Hasarius dactyloides
Hasarius dactyloides là một loài nhện trong họ Salticidae.
Loài này thuộc chi Hasarius. Hasarius dactyloides được Xie, Peng & Joo-Pil Kim miêu tả năm 1993.